# Poieni
Poieni là một xã thuộc hạt Cluj, România. Dân số thời điểm năm 2002 là 5802 người.